# Caserma Catena
La caserma Catena, durante l'occupazione austriaca chiamata caserma erariale Catena o Aerarialcaserne Catena, è stata una caserma di fanteria situata ai limiti del centro storico di Verona, in prossimità della cinta magistrale e del mezzo bastione della Catena Superiore, il cui nucleo originario fu edificato dalla Repubblica di Venezia, poi ampliato più volte nel corso dei secoli.

## Storia e descrizione
La caserma venne edificata tra il 1644 e il 1645 su commissione del provveditore delle Repubblica Veneta, il marchese Spinetta Malaspina. La struttura era composta da un unico corpo rettilineo, corrispondente all'attuale ala nord, che si sviluppava su due livelli, con le stanze del primo piano disimpegnate da un ballatoio coperto.

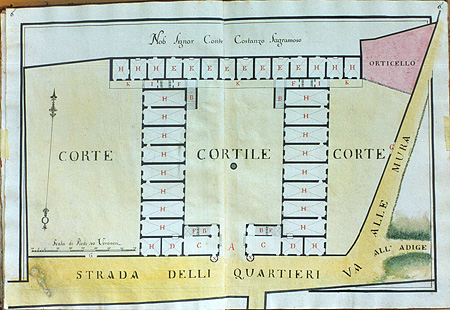
Planimetria della caserma settecentesca veneta in un disegno del 1766-1772

Una planimetria redatta dal Filosi nel 1737 documenta che, tra la seconda metà del Seicento e la prima metà del Settecento, vi fu già un primo ampliamento, in quanto vi si possono osservare due nuove ali (est e ovest) che si dispongono attorno alla corte rettangolare, mentre il fronte sud risulta ancora aperto. Il successivo ampliamento del 1761, ricordato da una lapide posta all’interno del cortile, fu progettato dall'architetto Adriano Cristofali e dall'ingegnere Antonio Pasetti e previde l’innalzamento di un piano della struttura e la parziale chiusura del fronte sud con due semi-ali contenenti le scale, distaccate nel mezzo per il passaggio d'ingresso al cortile. Con questi ulteriori lavori il grande fabbricato raggiunse la capienza complessiva di 1500 uomini.
L'aspetto definitivo della caserma veneta era quello di un complesso su impianto quadrato, formato da due corpi principali disposti sui lati lunghi della corte rettangolare (est e ovest), legati da due corpi secondari di minore sezione (nord e sud). Quello settentrionale, più lungo, sporgeva dalla linea dei fianchi, mentre quello meridionale era aperto sull'ingresso, nel tratto centrale. Inoltre, altre due corti recintate erano annesse all'esterno dei corpi laterali. Nel suo assetto, per la compiuta razionalità d'insieme, la critica la riconosce come un ragguardevole modello di architettura militare settecentesca.

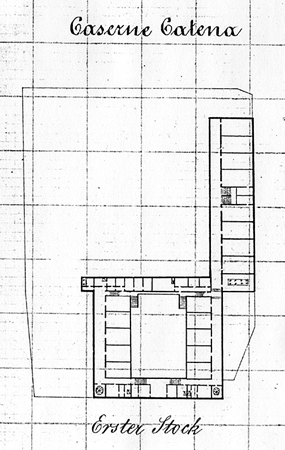
Pianta della caserma al 1830, dove si possono osservare le trasformazioni e ampliamenti avvenuti durante la dominazione austriaca

Tra il 1828 e il 1830 il complesso fu ristrutturato e ampliato dalla k.k. Genie-Direktion Verona, in quel momento diretta dall'ingegner Johann von Hlavaty. L'edificio venne trasformato per renderlo idoneo all'acquartieramento di 975 soldati di fanteria, in camerate comuni, e 6 ufficiali, in alloggi singoli: il varco sul lato meridionale venne chiuso e l'impianto distributivo completamente ridisegnato. In particolare, per rendere più funzionali i collegamenti orizzontali e verticali, furono aggiunti corridoi loggiati sui lati esterni dei due corpi principali, che facevano capo a scale; queste logge, con robuste archeggiature su tre ordini, conferirono un carattere originale ai prospetti.
Inoltre, innestata a baionetta sull’asse del loggiato orientale, fu aggiunta una nuova ala su tre livelli, con i primi due con struttura a volta in muratura e l'ultimo a solaio ligneo. Questo fabbricato riprende in pianta lo schema della caserma a corpo lineare, sia per il corridoio laterale a disimpegno delle stanze in successione, sia per la posizione centrale del vano scala. I servizi igienici furono concentrati nella testata meridionale, in prossimità dell'intersezione col più antico corpo di fabbrica.

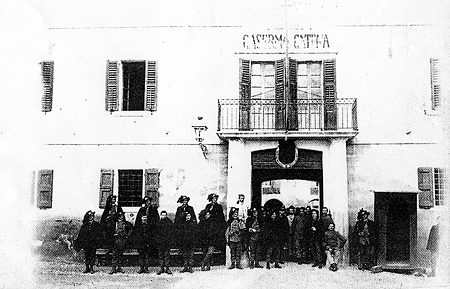
I bersaglieri italiani all'ingresso della caserma, nel primo dopoguerra

Dal 1847 al 1859, durante la costruzione del nuovo ospedale di guarnigione di Santo Spirito, la caserma venne adattata provvisoriamente all’uso di ospedale militare, con una capienza di 292 uomini, tornando poi alla funzione originaria di caserma. Sotto l'amministrazione Italiana la caserma venne ulteriormente ampliata con altri fabbricati, e venne usata fino alla seconda guerra mondiale come caserma per i bersaglieri con il nome di caserma "Alberto Riva di Villasanta". Successivamente, con l'aggiunta di numerosi capannoni, il compendio annesso fu adibito a officina per la riparazione degli automezzi militari. Il grande complesso demaniale, di cui fanno parte anche il sanmicheliano bastione di Spagna e la polveriera absburgica, è andata poi in disuso, venendo col tempo definitivamente abbandonato.